# Otto IV av Brandenburg
Otto IV av Brandenburg, även kallad Otto med pilen, tyska: Otto IV. „mit dem Pfeil“ von Brandenburg, född omkring 1238, död omkring 1308, var regerande markgreve av markgrevskapet Brandenburg från 1267 till sin död. Han tillhörde den johannitiska linjen av huset Askanien, som markgreve av Brandenburg-Stendal. Hans smeknamn "med pilen" syftar på den pilskada som han fick i strid år 1280, då delar av pilen blev kvar i hans huvud.

## Biografi
Otto var son till markgreven Johan I av Brandenburg och prinsessan Sofie av Danmark, dotter till kung Valdemar Sejr av Danmark och Berengaria av Portugal.
Efter fadern Johan I:s död 1266 och farbrodern Otto III:s död året därpå, kom han att ta ledningen för huset Askanien och samregerade markgrevskapet Brandenburg med flera av sina släktingar:
- sin äldre bror Johan II av Brandenburg till dennes död 1281;
- sin yngre bror Konrad I av Brandenburg till dennes död 1304;
- sin kusin Otto V av Brandenburg till dennes död 1298;
- sin kusin Albrekt III av Brandenburg till dennes död 1300.

År 1269 undertecknade han fördraget i Arnswalde tillsammans med Mestwin II av Pommern, där markgrevarna av Brandenburg gjordes till länsherrar över Pomerellen. Detta blev upphov till strider under följande år och Mestwin II sade upp sin trohetsed 1278.
Genom Ottos försorg nominerades hans yngste bror Erik av Brandenburg till ärkebiskop av Magdeburg 1277, i strid mot Burchard av Querfurt. Istället utnämndes kompromisskandidaten Günther I av Schwalenberg. Otto IV:s kamp mot staden Magdeburg, som han ansåg hade otillbörligt påverkat ärkebiskopsvalet, ledde till öppen strid och i slaget vid Frohse förlorade hans trupper mot Magdeburgarna. Otto själv tillfångatogs och köptes fri för 4000 pund silver av sin rådsherre Johann von Buch. Även under Günther I:s efterträdare Bernhard av Wölpe fortsatte striderna.
I ett slag vid Stassfurt 1280 sårades Otto av en pil, som ska ha suttit kvar i huvudet på honom under en tid; vissa källor nämner en tid på upp till flera år, vilket ska ha givit upphov till hans smeknamn "Otto med pilen". Med påven Martin IV:s godkännande kunde Erik av Brandenburg slutligen utnämnas till ärkebiskop 1283.
År 1278 kämpade Otto på Ottokar II av Böhmens sida i Ungern, till denne stupade i slaget på Marchfeld mot Rudolf I 1281.
Omkring 1290 inleddes en konflikt mellan Otto IV och medregenten Otto V av Brandenburg, som 1294-1295 övergick i väpnad strid innan Adolf av Nassau kunde medla. 1291 köpte Otto IV markgrevskapet Landsberg och 1292 pfalzgrevskapet Sachsen. 1296 utkämpade han ett krig mot Przemyslaw II av Polen om Pommern. 1298 deltog Otto i avsättandet av Adolf av Nassau som kung. Ytterligare strider mot Nikolaus av Rostock och Wizlaw II av Rügen samt Henrik och Albrekt av Braunschweig följde. Kampen mot biskoparna av Brandenburg an der Havel och Havelberg kulminerade i en bannlysning och ett interdikt gentemot Otto IV. 1303 förvärvade han markgrevskapet Lausitz från Diezmann av Lausitz.
Otto ska ha levt enligt tidens riddarideal. Sju minnesånger diktade av honom finns bevarade.

## Familj
Otto IV var gift två gånger men dog barnlös. Han gifte sig 1262 med första frun Hedvig av Holstein, dotter till Johan I av Holstein. Den andra frun Jutta av Henneberg (död 1315) var änka till Diezmann av Lausitz. Paret gifte sig 1308 och Jutta överlevde även sin andre make.